# 鴻巣市
鴻巣市（こうのすし）は、埼玉県の県央部に位置する市。人口は約11万6千人。

## 概要
中山道の宿場町・鴻巣宿として発展し、現在では東京の住宅衛星都市としての性格を持つ。一方で花卉園芸や稲作も盛んなほか、400年近く続くひな人形（鴻巣雛）の産地でもあり、「日本一高いピラミッドひな壇」や「ポピーの栽培面積日本一」など、ひな人形や花卉に関する日本一の記録を持つ（「#鴻巣市の日本一」の節で後述）。
1954年（昭和29年）に市制を施行、埼玉県下17番目の市となる。市の面積は約67.49平方キロメートルで、埼玉県内では所沢市に次ぐ12番目である。旧鴻巣市域では、全国的にも珍しい市営ガス（2002年に東京ガスに移管して民営化）を早くから供給していたため、かなりの地区で都市ガス化されている。
1989年（平成元年）に埼玉県内で唯一の学科試験・技能試験・限定解除審査や初心者更新を行う場所である埼玉県警運転免許センターが設置された。
市の中心駅である鴻巣駅の東口は1991年（平成3年）以降都市計画による再開発事業が進められ、2007年（平成19年）にショッピングモールやマンション棟から成る再開発ビル群「エルミこうのす」が建設された。また北鴻巣駅西口では2005年（平成17年）から土地区画整理事業が行われ、2008年（平成20年）4月の街開きを経て、西口駅前広場は2009年（平成21年）4月に供用が開始された。

## 地理

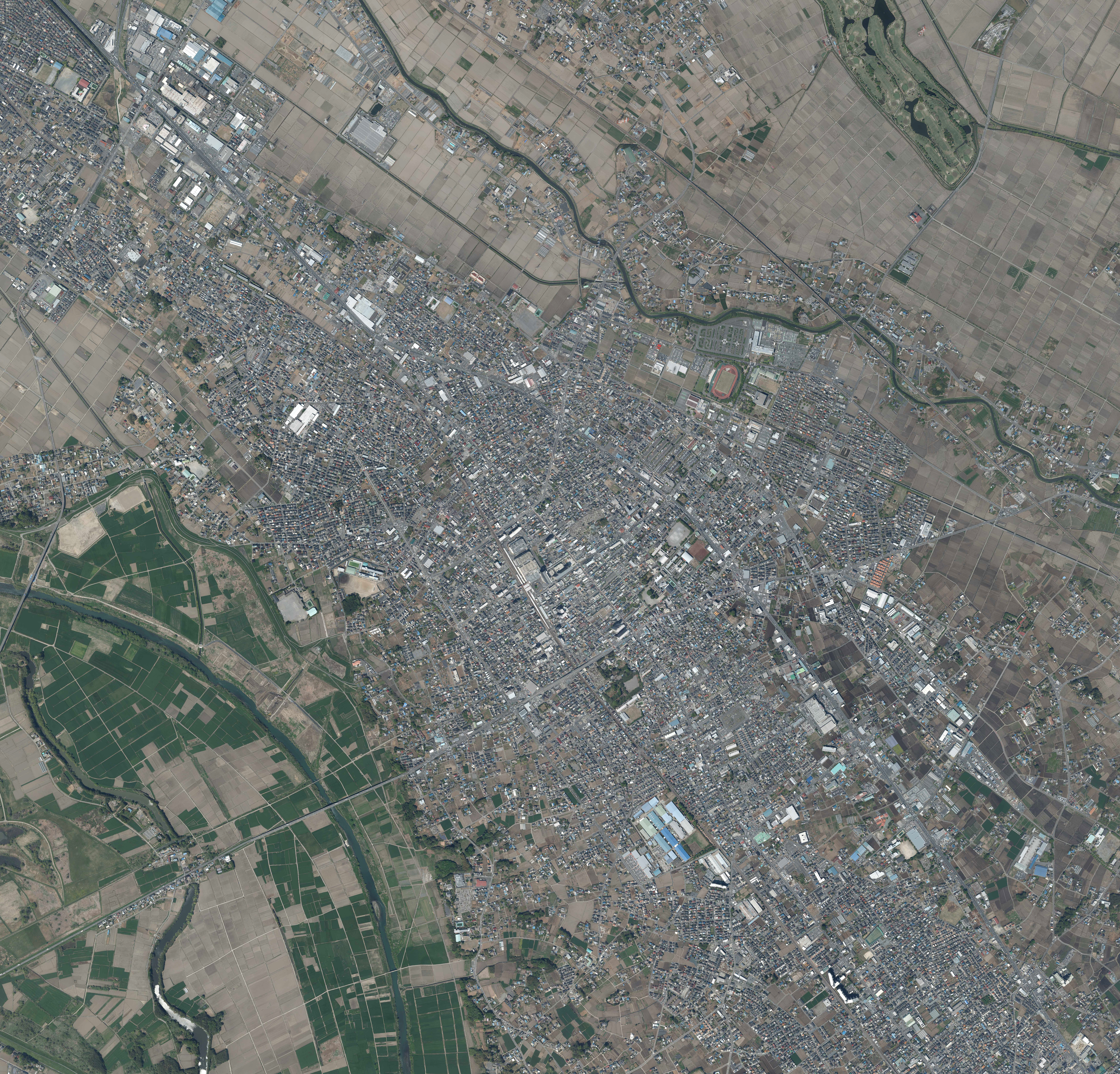
鴻巣市中心部周辺の空中写真。2021年4月15日撮影の10枚を合成作成。。

主に西部を荒川が、南東部から中央部にかけてを元荒川が、北東部を見沼代用水がそれぞれ流れており、中央部は大宮台地に位置する。標高は低い地点で10メートル、高い地点で25メートル位と標高差が少ない。直下には中央構造線に関連した綾瀬川断層がある。
気候は、太平洋側気候で、冬は乾燥していて、晴れの日が多い。
- 河川：荒川、元荒川、野通川、忍川、赤堀川、足立北部排水路、石田川、前谷落、がんがら落
- 用水路：武蔵水路、見沼代用水（星川）
- 湖沼：屈巣沼

## 隣接している自治体
北本市
南部で接している。当市が北本市東部を覆うような形で接している。高崎線や国道17号、旧中山道（埼玉県道164号鴻巣桶川さいたま線）などで結ばれている。また、北本駅が鴻巣市境に近接している為、住宅地や市街地が一部市境にまたがって存在するほか、北本駅には鴻巣市役所の出張所が設けられている。また、鴻巣市とともに鴻巣警察署の管轄内であり、電話番号の単位料金区域でも同じ熊谷MAに属し市内扱いであるなど、当市にとって最も密接な市である。当市の南西部および南東部（常光地区）の住民は北本駅を、北本市北部（深井地区など）の住民は鴻巣駅を利用することがあり、当市のコミュニティバス2路線が北本駅に乗り入れている。なお、現在の鴻巣の街の基となった鴻巣宿は現在の北本市域から移設されたものである。
行田市
北東部で接している。当市とは国道17号、熊谷バイパスなどで結ばれている。吹上地区は中山道と日光脇往還が交差する地点にあたることから、中山道から忍城下へと至る中継地点として栄えた歴史を持つ。また、中山道にほぼ沿った経路で敷設された高崎線でも開通の翌々年に吹上駅が開設され、行田市の玄関口としての機能を果たしており、交流が深い。また、電話番号における単位料金区域では同じ熊谷MAに属し、市内扱いである。高崎線には行田市内に位置する行田駅が存在し、当市内で区画整理が進んでいる新宿（しんしゅく）地区における最寄り駅となっている。
熊谷市
北西部でわずかに接している。鴻巣市が北足立郡吹上町を編入したことで隣接するようになった。電話番号における単位料金区域では同じ熊谷MAに属し、市内扱いである。高崎線の全ての快速列車（快速アーバン・通勤快速・特別快速）、特急あかぎは、鴻巣駅から同市方面の停車駅は熊谷駅となっている（北鴻巣駅・吹上駅は通過）。
桶川市
南東部でわずかに接している。当市と桶川市を直接結ぶ公共交通機関は存在せず、北本市を経由する必要がある。高崎線の上り快速アーバンは、鴻巣駅の次は桶川駅に停車する。また、上越新幹線は桶川市との市境を通過する。
加須市
北東部で接している。加須市が北埼玉郡騎西町と合併したことで隣接するようになった。加須駅と鴻巣駅を結ぶバス路線がある。隣接する川里地区とは交流が深い。
久喜市
南東部で接している。久喜市が南埼玉郡菖蒲町と合併したことで隣接するようになった。しかし、当市と久喜市を直接結ぶ公共交通機関は存在しない。
比企郡吉見町
荒川を挟んだ対岸に位置しており、日本一の川幅を共有している。東松山駅および川越駅と鴻巣駅を結ぶバス路線は、吉見町内で分岐する。

## 歴史

### 地名の由来
- 鴻巣の地名は古来からのもので、この地のほかに茨城県や栃木県、福岡県にも同様の地名が存在する。古来からの地名ゆえその由来は不明だが幾つかの仮説が存在する。
- 高台の砂地を「コウ（高）のス（洲）」と言い換えて、その言葉が由来となったと言う説があり、これは大宮台地上に位置する古来からの鴻巣郷（現在の鴻巣市南部から桶川市北東部にかけての地域）および他地域の同一地名の地域の地形的特徴と合致する。
- 日本書紀に出てくる武蔵国造の乱で鴻巣郷に隣接する埼玉郡笠原郷を拠点としたとされる笠原直使主（かさはらのあたいのおみ、おぬし[3]）が朝廷から武蔵国造を任命され、一時この地が武蔵の国の国府が置かれたところ「国府の州」が「こうのす」と転じ、後に「鴻（こうのとり）伝説」から「鴻巣」の字を当てるようになったとする伝承もある。
- コウノトリに関する伝説で、 街の中心にある鴻神社の神の木に巣をつくって災いを防いだコウノトリのお宮「鴻の宮」と名付けられたという伝説から。

### 源氏ゆかりの地
- 平安時代中期に源経基が武蔵介として坂東に赴いた時に館としたと伝えられる伝源経基館跡がある。
- 嵯峨天皇の皇子である左大臣・源融の孫・源仕の頃に武蔵守となって武蔵国足立郡箕田（現在の埼玉県鴻巣市北部）に赴任した。源仕は同地に土着し、地名の箕田を苗字として武家となった。源仕の子が源宛（源充）。源宛の子は源綱（渡辺綱）

- 伝箕田館（箕田源氏三代の館跡）※推定地付近に石碑（箕田碑）のみ。
- 宝持寺（渡辺綱が建立と伝わる）
- 氷川八幡神社（渡辺綱（源綱）が当地に八幡神を勧請したのが起源。（源宛が勧請した八幡宮と源経基が勧請した氷川社を合祀した神社）

- 箕田観音（渡辺綱の守り本尊を祀っていたと伝わる）

- 大野神社（源仕が大巳貴命の託宣によって社を造営／源頼義が平忠常の謀反を鎮めるために獅子頭を掛けて願成ることを祈願）

- 満願寺（源経基、または源頼義が創建したと伝わる）

### 変遷
- 古代から近世までの鴻巣市域は主に武蔵国足立郡に属し、一部の地域は埼玉郡、大里郡に属していた。日本書紀によると534年、安閑天皇より笠原直使主が武蔵国国造（武蔵国造）を任命され、埼玉郡笠原郷（現在の加須市種足から笠原、久喜市菖蒲付近）に拠点を持ったとされる。親類は熊谷市別府に身を置いていたとされている。笠原から元荒川の上流10キロほど離れた埼玉郡埼玉（現在の行田市埼玉）にある埼玉古墳群は同時代の古墳であり、何の基盤の無い当地に突如として、関西地方に匹敵する中型前方後円墳が現れた事、稲荷山古墳から出土した金錯銘鉄剣に彫られたヲワケの父名のカサヒヨがカサハラと読める事から、笠原を本拠としたといわれる武蔵国国造の笠原氏の古墳ではないかという説がある。また、元荒川を挟んで笠原地区と正対する地域に生出塚古墳群が展開しており、生出塚、新屋敷、両支群の発掘調査により95基の古墳が確認され、未発見の古墳跡を含めると100基を越す元荒川右岸最大の古墳群と想定される。
- 1591年（天正19年）より徳川家康の鴻巣での鷹狩りが頻繁に行われるようになり、1593年（文禄2年）には鴻巣砦跡に鴻巣御殿が築造された。
- 1602年（慶長7年）に宿駅整備に伴い、中山道の宿場・鴻巣宿がこの地（市宿新田）に移転したのち宿場町となった。なお、元の鴻巣宿は移設後、本（元）鴻巣を称し、本（元）宿→北本宿→北本と変化して、現在は北本市となっている。

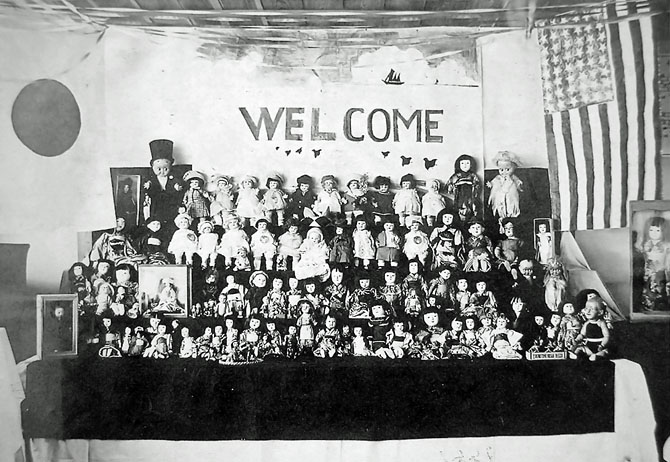
アメリカから親善人形として鴻巣に贈られた青い目の人形と、その答礼として贈る日本人形。（1927年）

- 1869年（明治2年）1月28日 (旧暦) - 武蔵知県事・宮原忠治の管轄区域をもって大宮県が発足（県庁は日本橋馬喰町）。ほか旧市域では岩槻県・忍県に属した村もあり。
- 1869年（明治2年）9月29日 (旧暦) - 県庁が浦和に移転し、大宮県から浦和県に改称。
- 1871年（明治4年）11月14日 (旧暦) - 浦和県が合併により埼玉県の一部となる。
- 1879年（明治12年） - 行政区画としての北足立郡が発足。郡役所は浦和宿に設置。
- 1889年（明治22年）4月1日 - 町村制施行により、鴻巣宿・上生出塚村・下生出塚村の区域を以て鴻巣町が成立。
- 1954年（昭和29年）
  - 7月1日 - 北足立郡田間宮村・馬室村・箕田村・北埼玉郡笠原村が新設合併し、改めて鴻巣町が発足。
  - 9月30日 - 北足立郡常光村を編入し市制施行、鴻巣市となる。
- 2002年 - 鴻巣市営ガス事業を東京ガスに譲渡。[4]
- 2005年（平成17年）10月1日 - 北足立郡吹上町・ 北埼玉郡川里町を編入。

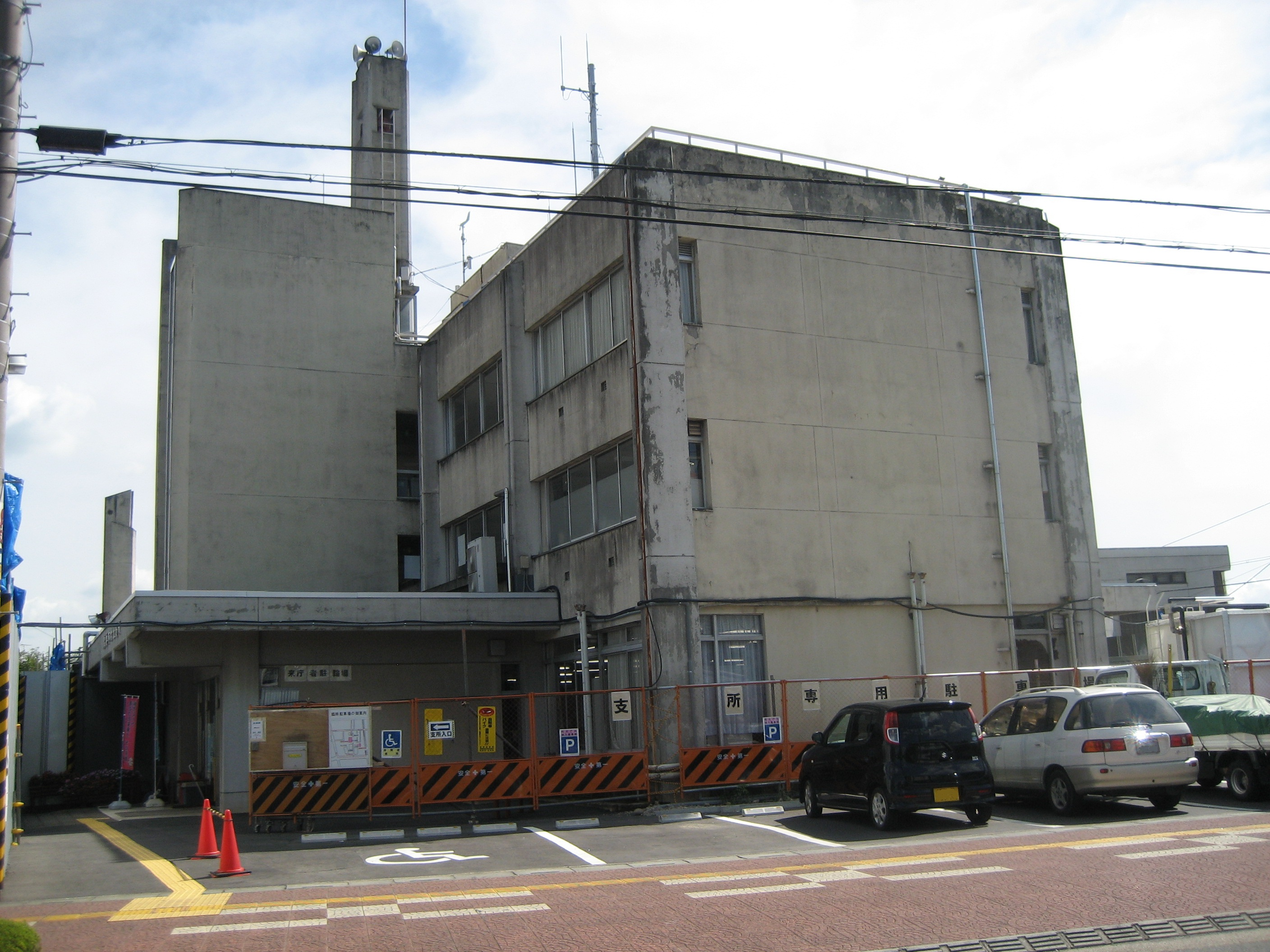
旧吹上支所（元吹上町役場）
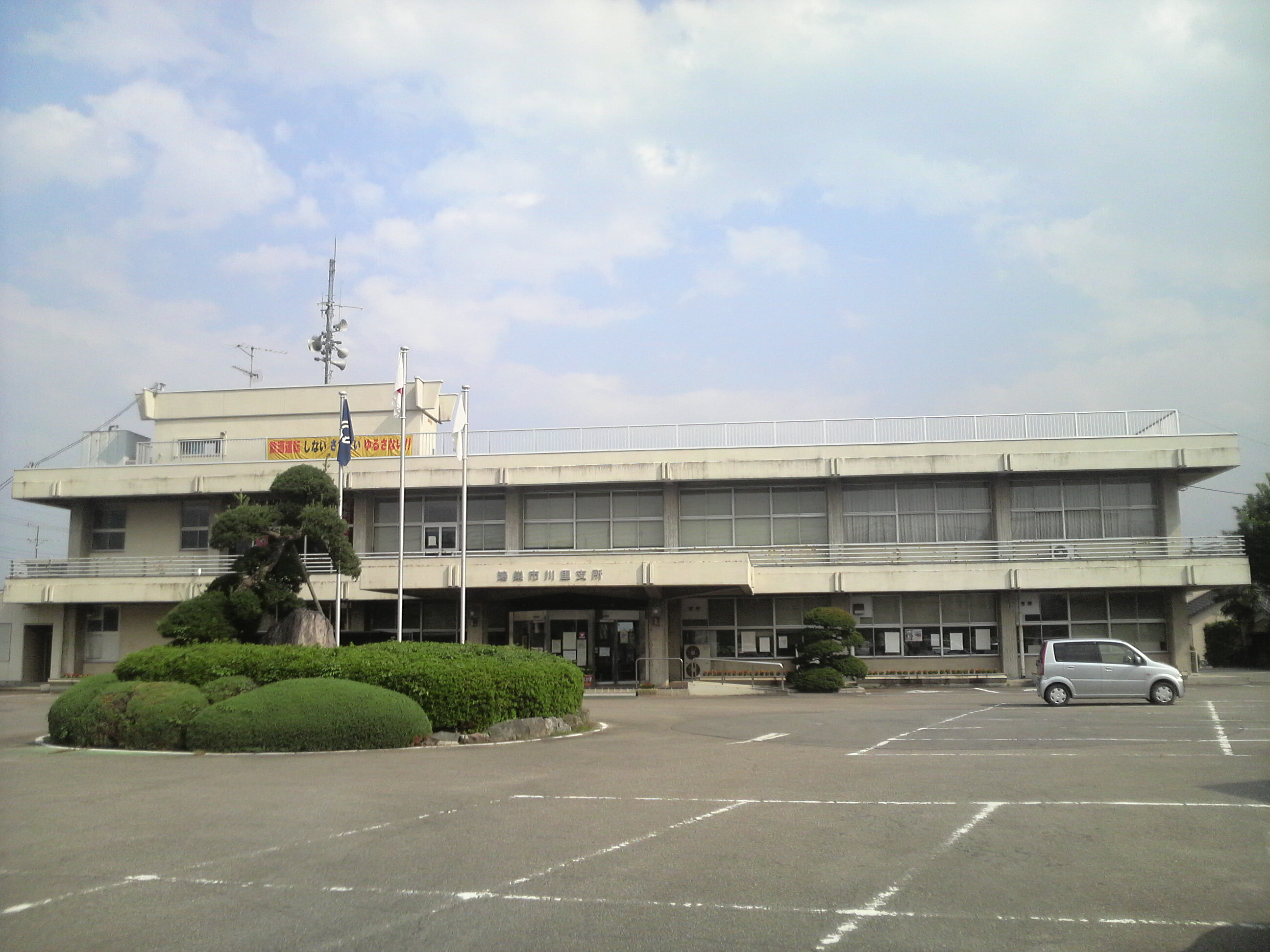
旧川里支所（元川里町役場）

## 人口
| |                                        |  |
| 鴻巣市と全国の年齢別人口分布（2005年） | 鴻巣市の年齢・男女別人口分布（2005年） |  |
| ■紫色 ― 鴻巣市 ■緑色 ― 日本全国 | ■青色 ― 男性 ■赤色 ― 女性              |  |
| 鴻巣市（に相当する地域）の人口の推移 \| 1970年（昭和45年） \| 66,318人 \| \| \| 1975年（昭和50年） \| 77,548人 \| \| \| 1980年（昭和55年） \| 86,854人 \| \| \| 1985年（昭和60年） \| 92,971人 \| \| \| 1990年（平成2年） \| 107,124人 \| \| \| 1995年（平成7年） \| 116,421人 \| \| \| 2000年（平成12年） \| 120,271人 \| \| \| 2005年（平成17年） \| 119,594人 \| \| \| 2010年（平成22年） \| 119,629人 \| \| \| 2015年（平成27年） \| 118,072人 \| \| \| 2020年（令和2年） \| 116,828人 \| \| |                                        |  |
| 総務省統計局 国勢調査より |                                        |  |
| 1970年（昭和45年） | 66,318人                               |  |
| 1975年（昭和50年） | 77,548人                               |  |
| 1980年（昭和55年） | 86,854人                               |  |
| 1985年（昭和60年） | 92,971人                               |  |
| 1990年（平成2年） | 107,124人                              |  |
| 1995年（平成7年） | 116,421人                              |  |
| 2000年（平成12年） | 120,271人                              |  |
| 2005年（平成17年） | 119,594人                              |  |
| 2010年（平成22年） | 119,629人                              |  |
| 2015年（平成27年） | 118,072人                              |  |
| 2020年（令和2年） | 116,828人                              |  |

2010年以降は人口が徐々に減少しつつある。

## 行政
- 市長：並木正年（2022年8月1日 - 、現在1期目）

### 歴代首長
| 代（鴻巣町） | 氏名         | 就任年月日     | 退任年月日     |
| ------------ | ------------ | -------------- | -------------- |
| 初           | 石田正       | 1889年12月22日 | 1916年3月14日  |
| 2            | 島田伊左衛門 | 1916年3月24日  | 不明           |
| 3            | 竹内良助     | 1918年3月      | 不明           |
| 4            | 鈴木半右衛門 | 1923年6月16日  | 1925年2月      |
| 5            | 渡辺綱次郎   | 1926年4月19日  | 1942年5月1日   |
| 6            | 新井泰       | 1942年5月21日  | 1946年2月14日  |
| 7            | 馬場秀夫     | 1946年5月31日  | 1947年3月15日  |
| 8            | 栗原光次     | 1947年4月6日   | 1948年10月23日 |
| 9            | 島田友一郎   | 1948年12月20日 | 1949年5月6日   |
| 10           | 馬場秀夫     | 1949年6月29日  | 1951年4月5日   |
| 11           | 中村邦       | 1951年5月21日  | 1954年6月30日  |
| 代（鴻巣市） | 氏名         | 就任年月日     | 退任年月日     |
| 初           | 栗原光次     | 1954年8月1日   | 1958年7月31日  |
| 2 - 4        | 飯山芳太郎   | 1958年8月1日   | 1970年7月31日  |
| 5 - 7        | 野崎源三郎   | 1970年8月1日   | 1982年7月31日  |
| 8            | 岡部一陽彦   | 1982年8月1日   | 1986年7月31日  |
| 9            | 島田博       | 1986年8月1日   | 1990年7月31日  |
| 10 - 12      | 佐藤輝彦     | 1990年8月1日   | 2002年7月31日  |
| 13 - 17      | 原口和久     | 2002年8月1日   | 2022年7月31日  |
| 18           | 並木正年     | 2022年8月1日   |                |

### 主な市の施設
- 鴻巣市役所（中央）
  - 吹上支所（吹上富士見1丁目）
  - 川里支所（広田）

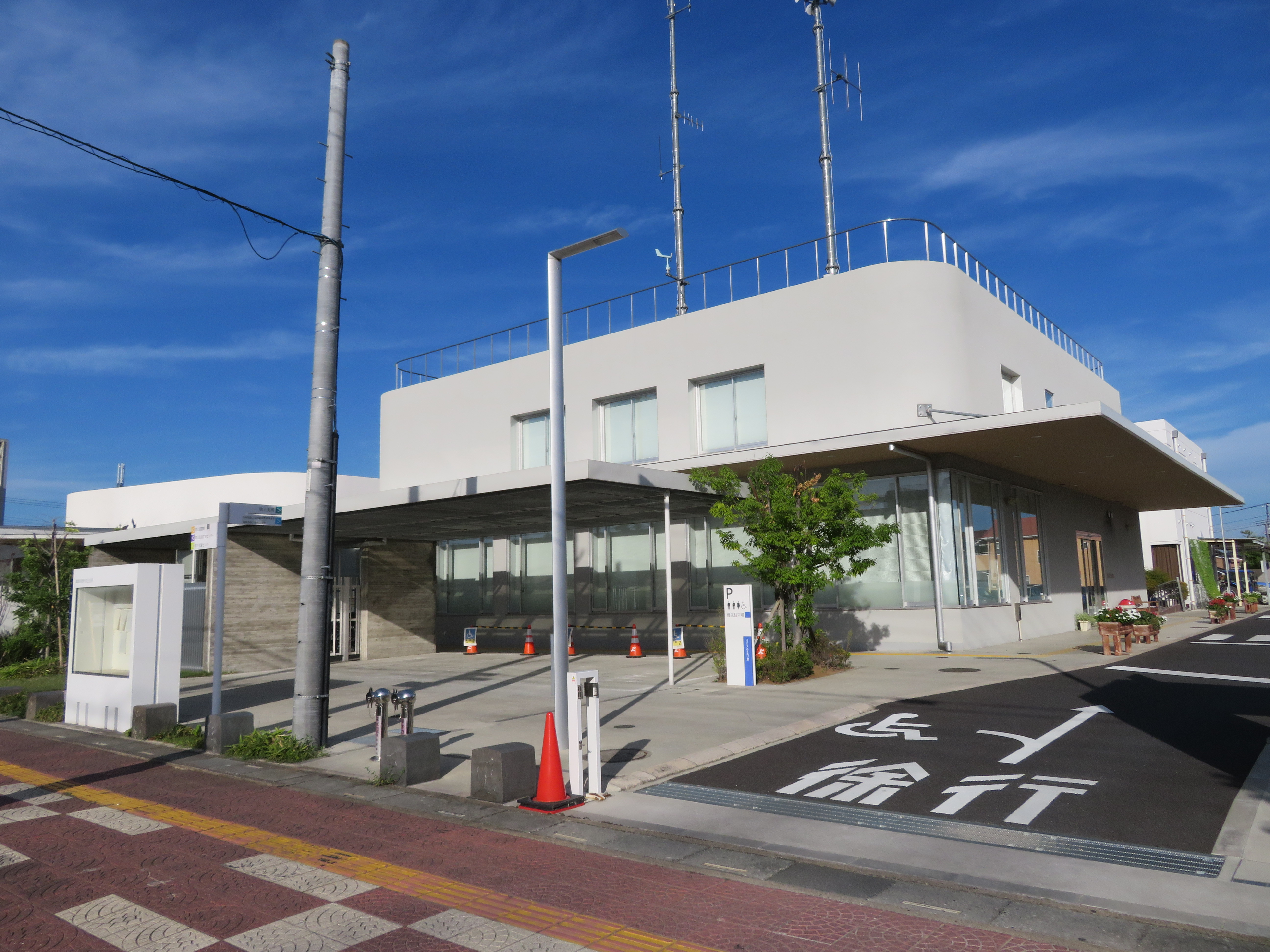
コスモスふきあげ館（吹上支所、吹上生涯学習センター、吹上児童センター、吹上図書館）
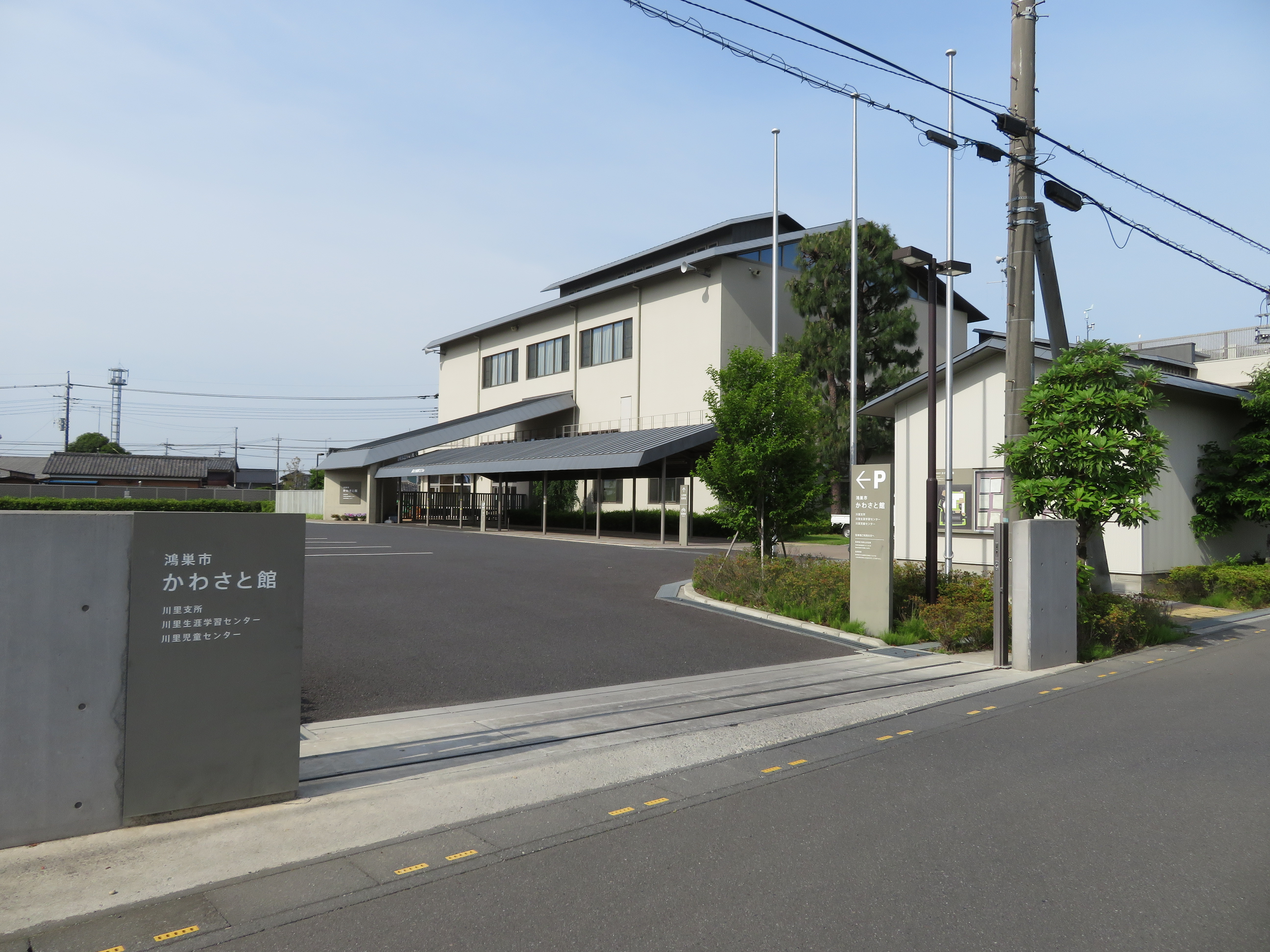
かわさと館（川里支所、川里生涯学習センター、川里児童センター）

- 鴻巣市上下水道庁舎（南1丁目）
- 鴻巣市文化センター（クレアこうのす、中央）
- 鴻巣中央図書館（本町1丁目）
- 吹上図書館（吹上富士見1丁目）
- 川里図書館（関新田）
- 鴻巣市市民活動センター（本町1丁目）
- 本町コミュニティセンター（本町7丁目）
- コミュニティふれあいセンター（登戸）
- 市民センター（赤見台1丁目）
- 体育施設[* 1]
  - 鴻巣市立総合体育館（鴻巣）
  - 鴻巣市立第2体育館（滝馬室）
  - コスモスアリーナふきあげ（明用）
  - 鴻巣市立陸上競技場（鴻巣）
  - 鴻巣市吹上総合運動場（明用）
  - 鴻巣市吹上荒川総合運動公園（大芦）
  - 鴻巣市立天神テニスコート（天神）
  - 鴻巣市立常光テニスコート（下谷）
  - 鴻巣市吹上富士見テニスコート（吹上）
  - 鴻巣市吹上富士見ゲートボール場（吹上）
  - 鴻巣市吹上パークゴルフ場（大芦）
  - 鴻巣市かわさとグラウンドゴルフ場（関新田）
- 上谷総合公園（上谷） - 市民プールは廃止となり、再開発が行われた。
- 大間近隣公園「大間見晴らしの丘」（大間字内谷）※2023年6月3日オープン
- 総合福祉センター（箕田）
- 川里中央公園（関新田）
- 川里農業研修センター（関新田）
- 中央公民館・鴻巣児童センター（本町3丁目）
- 箕田公民館・箕田児童センター（稲荷町）
- 常光公民館・常光児童センター（下谷）
- あたご公民館・あたご児童センター（原馬室）
- 笠原公民館・笠原児童センター（笠原）
- 吹上生涯学習センター・吹上児童センター（吹上富士見1丁目）
- 北新宿生涯学習センター・北新宿児童センター（北新宿）
- 田間宮生涯学習センター（登戸）

※カッコ内は鴻巣市に続く町名（市外のものを除く）
1. ↑  “鴻巣市体育施設条例”.   鴻巣市. 2012年11月21日閲覧。

### 主な県の施設

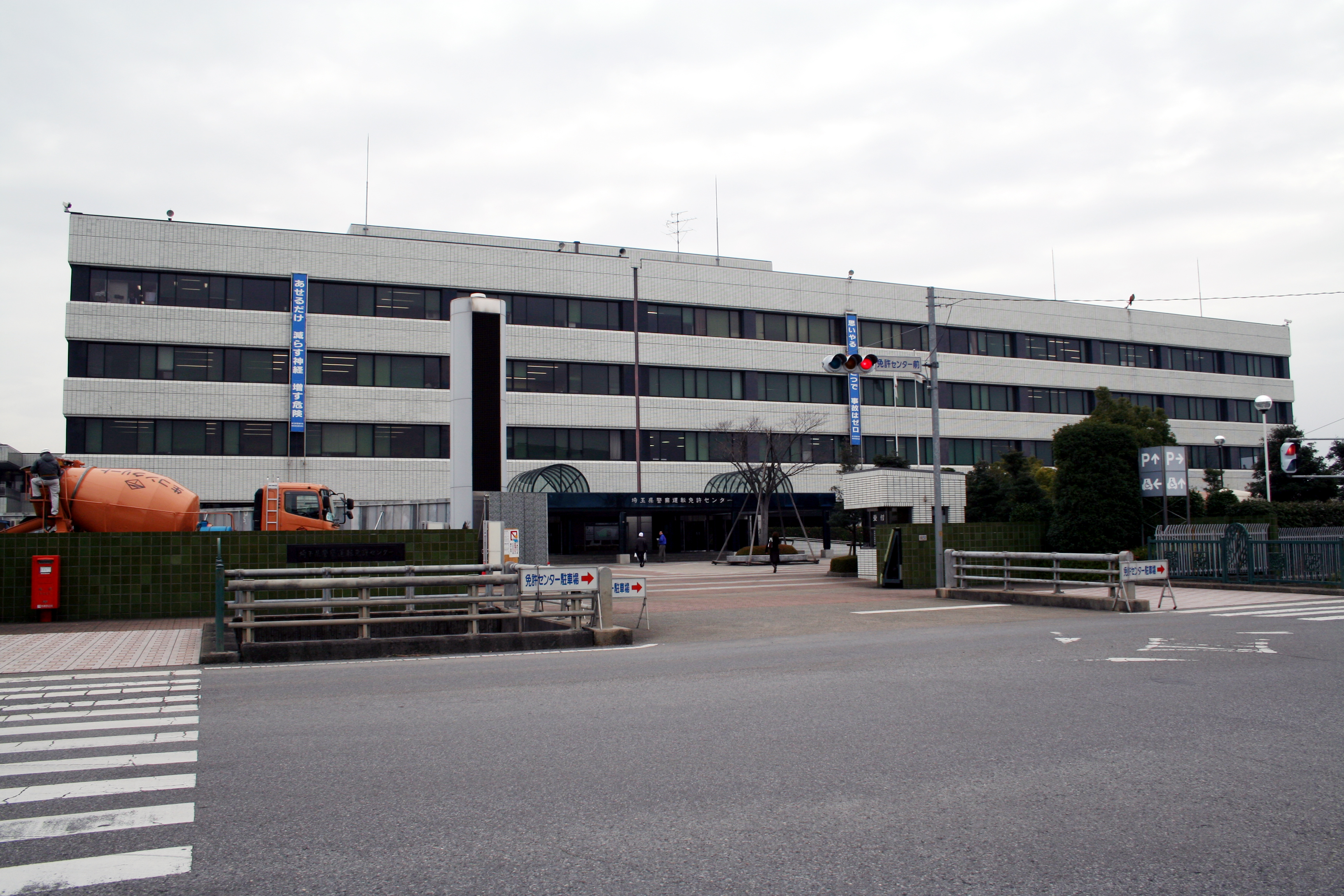
埼玉県警鴻巣警察署
当市と北本市を管轄する。下記の運転免許センターが近隣（1km程度北方）に所在するため、埼玉県内の警察署で唯一自動車運転免許証更新等に関する手続きを受け付けていない。
- 埼玉県警運転免許センター
- 鴻巣保健所
当市のほか、上尾市、桶川市、北本市、北足立郡伊奈町を管轄する。
- 埼玉県種苗センター
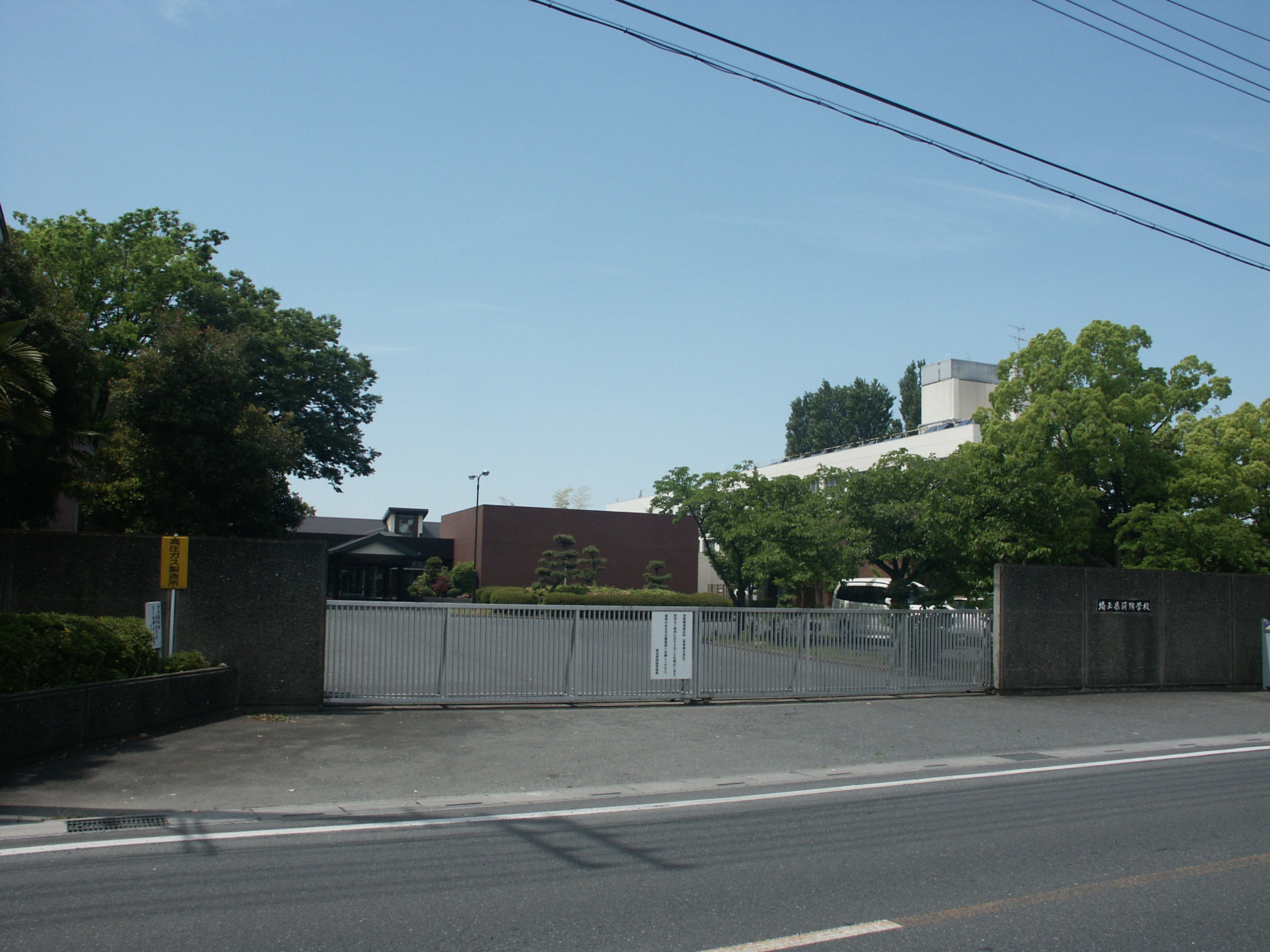
埼玉県消防学校
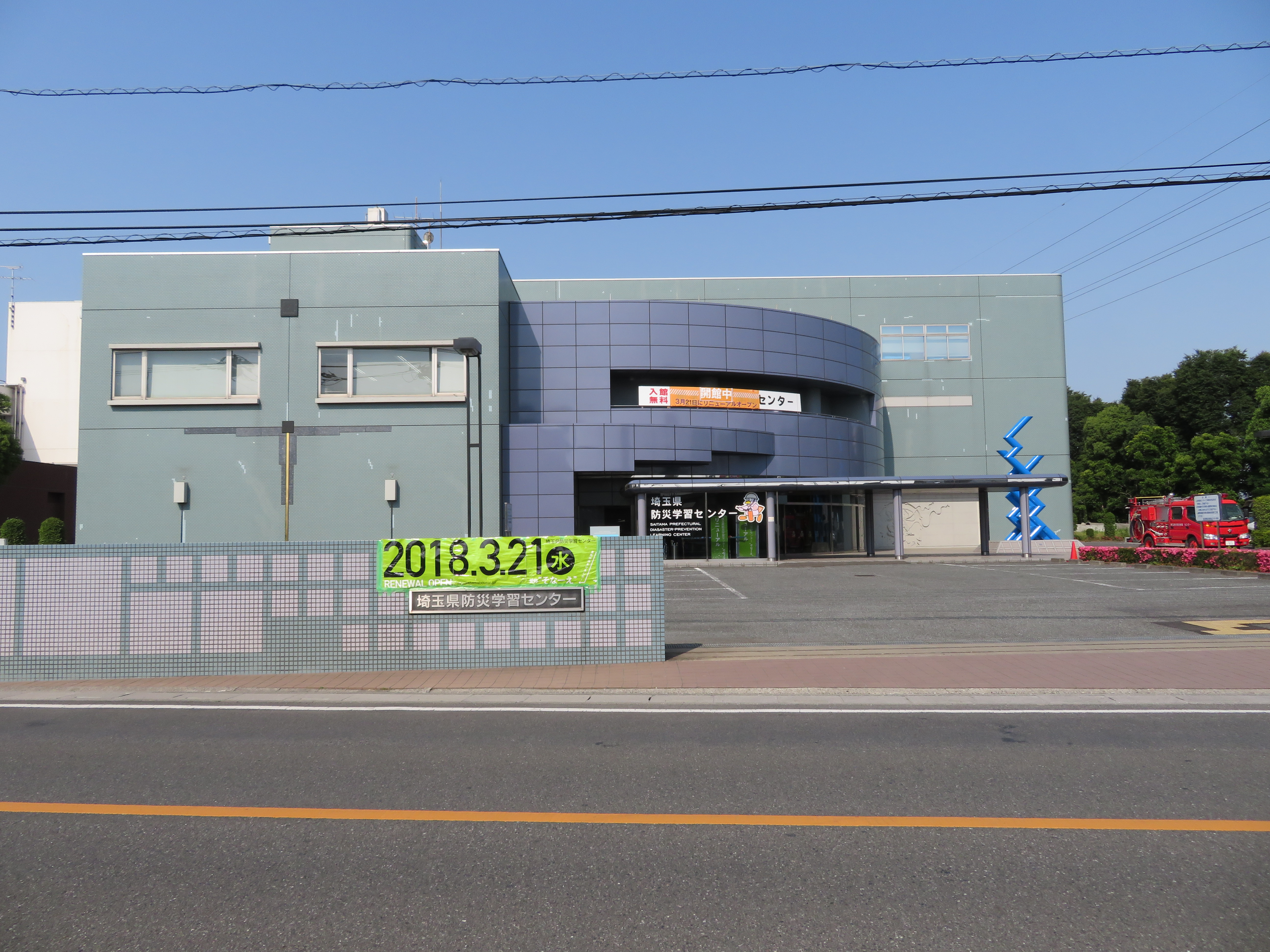
埼玉県防災学習センター
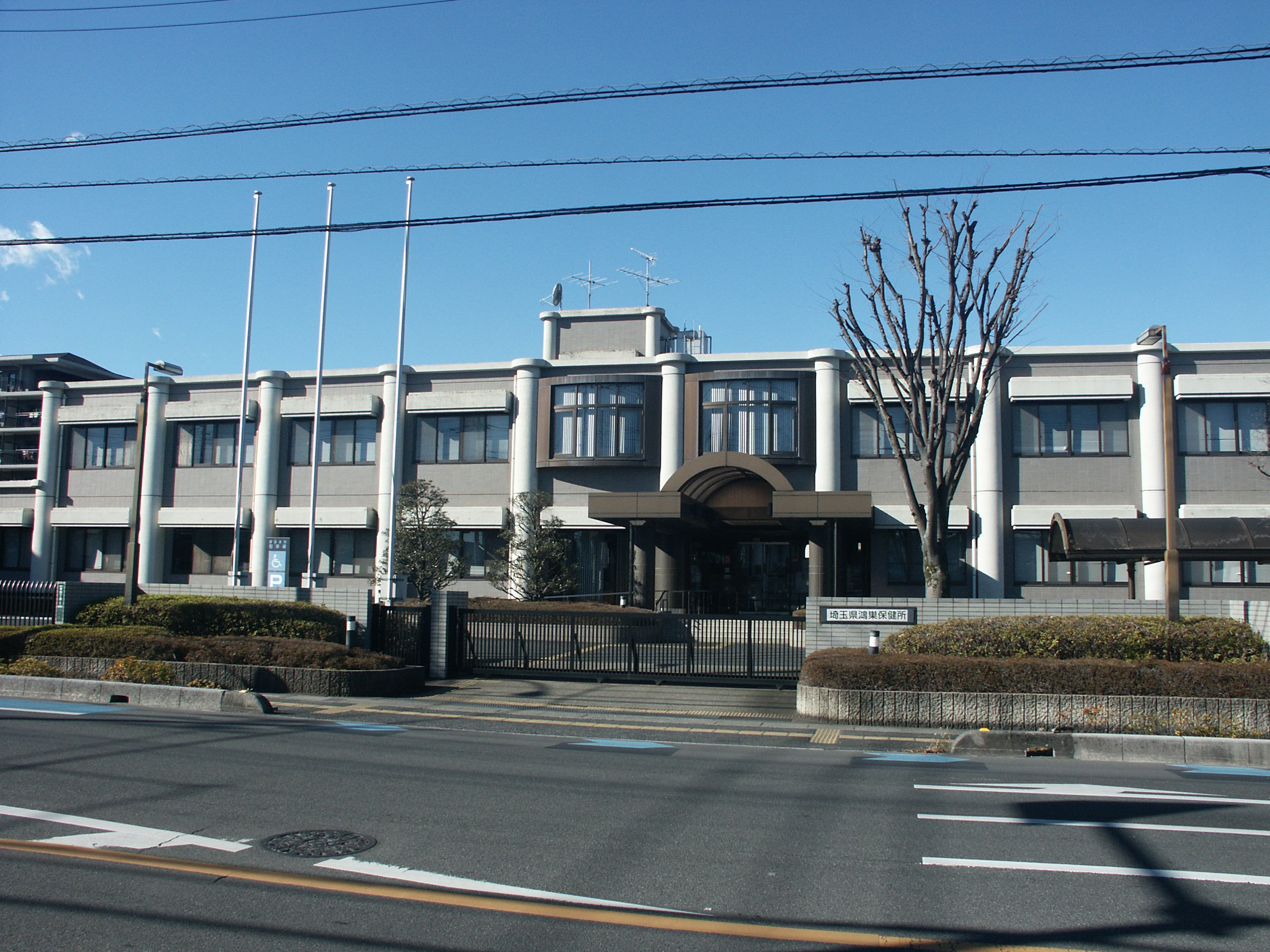
水道整備事務所鴻巣駐在
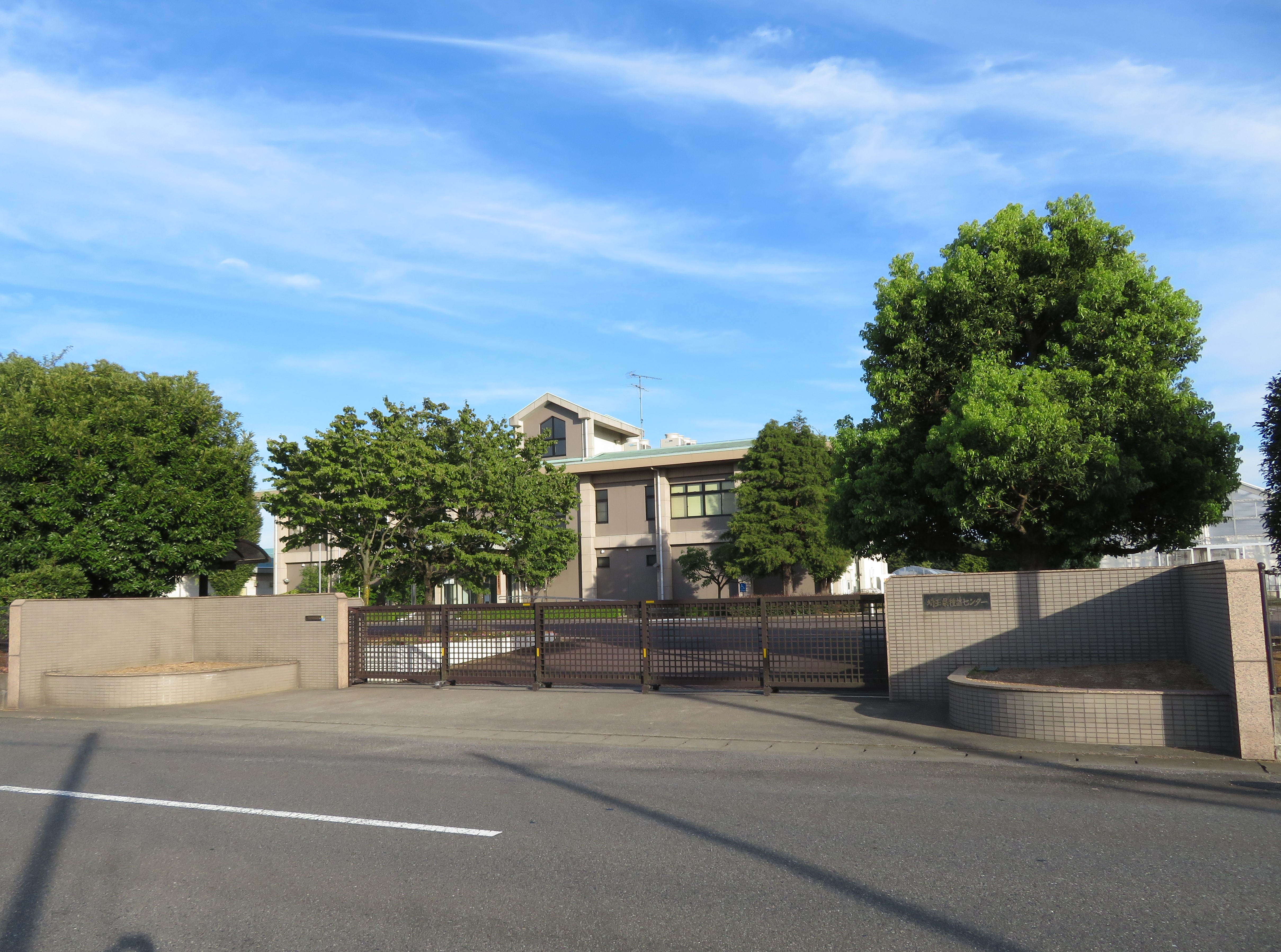
埼玉県種苗センター

- 埼玉県警運転免許センター
- 埼玉県消防学校
- 埼玉県防災学習センター
- 鴻巣保健所
- 埼玉県種苗センター

### 広域行政
一部事務組合
- 埼玉県央広域事務組合
鴻巣市のほか、桶川市、北本市と共同で「埼玉県央広域消防本部」及び「県央みずほ斎場」の運営を共同で行っている。
- 埼玉県都市ボートレース企業団
飯能市、加須市、本庄市、東松山市、狭山市、春日部市、羽生市、深谷市、上尾市、草加市、越谷市、入間市、朝霞市、さいたま市とともに戸田競艇の開催に関する事務を行っている。
- 荒川北縁水防事務組合
熊谷市、行田市とともに荒川の水防に関する事務を行っている。
- 北本地区衛生組合
北本市、比企郡吉見町、久喜市（旧南埼玉郡菖蒲町の区域）とともにし尿処理を行っている。
- 彩北広域清掃組合
吹上地区と行田市の可燃ごみ及び粗大ごみの処理について、行田市内の小針グリーンセンターにて行っている。
- 埼玉中部環境保全組合
吹上地区以外の鴻巣市と北本市、比企郡吉見町が共同で可燃ごみ及び粗大ごみの処理を行う。また、将来、鴻巣市郷地・安養寺地内に新ごみ処理施設（鴻巣市吹上地区を含む2市1町で使用）を整備する準備を行う[5]。
新施設の整備については、これまで紆余曲折している。鴻巣市・北本市は鴻巣行田北本環境資源組合（現彩北広域清掃組合）、吉見町は新たに設立した埼玉中部資源循環組合（東松山市、桶川市及び比企郡全体：現解散）でそれぞれ建設する新ごみ処理施設へ移行する形でこの組合の役目は終えるはずだったが、いずれも協議が破綻した。そして、先述のとおり、埼玉中部環境保全組合が存続して新施設の建設運営を行うことを2市1町で合意した。

過去に設置されていた一部事務組合
- 加須鴻巣学校給食センター組合
加須市の騎西地域（旧騎西町）の小学校・中学校・幼稚園と鴻巣市の川里地域（旧川里町）の小学校に給食を共同で提供していた。なお、各町が合併する前の名称は「騎西川里学校給食センター組合」であった。平成25年3月31日に解散し、組合の設備は加須市に継承された。

協議会
- 埼玉県央地域まちづくり協議会（鴻巣市、上尾市、桶川市、北本市、伊奈町で構成している。）

## 議会

### 埼玉県議会（南第16区）
- 定数：2
- 任期：2019年（平成31年）4月30日〜2023年（令和5年）4月29日

| 議員名     | 会派名                     | 当選回数 |
| ---------- | -------------------------- | -------- |
| 中屋敷慎一 | 埼玉県議会自由民主党議員団 | 4        |
| 並木正年   | 無所属県民会議             | 2        |

### 衆議院
- 選挙区：埼玉6区（鴻巣市、上尾市、桶川市、北本市）
- 任期：2024年10月27日 - 2028年10月26日
- 当日有権者数：412,325人
- 投票率：51.54％

| 当落 | 候補者名   | 年齢 | 所属党派     | 新旧別 | 得票数    | 重複 |
| ---- | ---------- | ---- | ------------ | ------ | --------- | ---- |
| 当   | 大島敦     | 67   | 立憲民主党   | 前     | 104,836票 | ○    |
|      | 中根一幸   | 55   | 無所属       | 前     | 50,425票  |      |
|      | 秋山もえ   | 48   | 日本共産党   | 新     | 24,735票  |      |
|      | 細谷美恵子 | 64   | 日本維新の会 | 新     | 24,341票  | ○    |

## 経済

鴻巣びっくりひな祭り・日本一のピラミッドひな壇

### 産業
- 主な産業
  - 花卉
  - 人形
- 産業人口（2015年国勢調査より）
  - 就業者総数：58,413人
  - 第一次産業：1815人（3.11%）
  - 第二次産業：13985人（23.94%）
  - 第三次産業：39097人（66.93%）

### 企業
- アサヒコミュニケーションズ本社
- グローバル コンポーネント テクノロジー鴻巣工場（元UDトラックス鴻巣工場）
- シード鴻巣研究所
- 大成ロテック技術研究所
- 中央化学本社
- 日本フエルト鴻巣工場
- 富士電機設備技術センター・先端技術研究所吹上地区
- 富士電機機器制御本社・吹上工場
- 街活性室株式会社本社
- 株式会社ミネラルマルシェ
- メデカジャパン本社
- 持田製薬鴻巣工場
- 理研コランダム本社工場

### 商業施設
大規模小売店舗立地法適用店舗を記載（店名が斜体のものは適用店舗内の主要テナント）。国道17号・JR高崎線沿線（鴻巣・吹上地域）に集中しており、川里地域には1店舗ある。
- 複合商業施設
  - エルミこうのす
  - ウニクス鴻巣
  - （正式名称無し）鴻巣免許センター前商業施設（ヤオコー・ダイソー・ドラッグストアセキ複合で1商業施設扱い
  - （正式名称無し）上谷地区商業施設（オフハウス・ダイソー複合で1商業施設扱い）
  - ピアシティ原馬室
  - FUJI MALL 吹上
- 食品スーパー
  - 西友吹上店
  - マミーマート北鴻巣店
  - ヤオコー鴻巣逆川店、鴻巣吹上店（ウニクス鴻巣核テナント）、鴻巣免許センター前店
  - ベルク鴻巣宮前店
  - blooming bloomy鴻巣駅前店（エルミこうのす核テナント）
  - カスミ系
    - フードスクエア 原馬室店（ピアシティ原馬室核テナント）
    - FOOD OFFストッカー 鴻巣店、吹上店（いずれもカスミから転換）

  - アバンセ川里店
  - ロピア吹上店（フジモール吹上核テナント）
- ドラッグストア
  - ドラッグストアセキ生出塚店、鴻巣栄町店、鴻巣免許センター前店、鴻巣広田店、ピアシティ原馬室店、吹上店
  - ドラッグストアコスモス 鴻巣人形店、吹上店
  - スギ薬局鴻巣本町店、鴻巣店（ウニクス鴻巣内）、フジモール吹上店、吹上富士見店
  - ウエルシア鴻巣本町６丁目店、北鴻巣駅前店
  - ドラッグセイムス鴻巣店、人形店
  - マツモトキヨシ鴻巣店、鴻巣神明店、エルミこうのすショッピングモール店
- ホームセンター
  - スーパービバホーム鴻巣店
- ディスカウントストア
  - MEGAドン・キホーテ北鴻巣店
- 家電量販店
  - ケーズデンキ 鴻巣店
  - Joshin 鴻巣店 ☆（吹上地域)
  - デンキチ 鴻巣吹上店（フジモール吹上核テナント）
- その他
  - ニトリ鴻巣店
  - ファッションセンターしまむら吹上店
  - ブックオフ スーパーバザー17号鴻巣吹上店
  - オフハウス鴻巣店
  - ダイソー鴻巣店、ウニクス鴻巣店、鴻巣免許センター前店

### 特産品
- ひな人形
  - ひな人形の産地として380年以上の歴史があり、江戸中期には江戸十軒店（現・東京都中央区日本橋室町）・越ヶ谷（現・埼玉県越谷市）とともに関東三大ひな市として栄えた。明治時代には埼玉県内の他の人形の産地である岩槻（現・さいたま市岩槻区）3軒、大澤（現・越谷市）2軒、越ヶ谷6軒に対し31軒300人の職人という記録も残っており、現在でも9軒のひな人形製造業者が軒を連ねる。
- 花卉栽培
  - 昭和20年代から農村部で花卉園芸栽培が始まり、全国的にも珍しい花市場が2つある街として知られていたが、2002年（平成14年）に第三セクター方式で東日本最大級の規模を誇る地方卸売市場鴻巣フラワーセンターに統合。近隣地区には花卉栽培のビニールハウスが立ち並ぶ。

### 地域ブランド
- こうのとり伝説米

## 友好都市
- 大沼郡金山町（福島県）
  - 2006年4月10日友好都市提携

## 地域

### 住所表記
- 2005年の北足立郡吹上町、北埼玉郡川里町との合併に際し、基本的にはそれまでの地名のままとしたが、鴻巣地域と吹上地域の大字は削除した（川里地域は削除済み）。
  - 例1：北足立郡吹上町大字下忍→鴻巣市下忍
  - 例2：北埼玉郡川里町屈巣→鴻巣市屈巣
- ただし、旧鴻巣市と旧吹上町との間で地名が重複または類似する地名に関しては、旧吹上町側の地名を変更
  - 本町
    - 北足立郡吹上町本町→鴻巣市吹上本町
    - 鴻巣市本町→（変更無し）

  - 富士見
    - 北足立郡吹上町富士見→鴻巣市吹上富士見
    - 鴻巣市富士見町→（変更無し）

### 町域
当市の町域は基本的に昭和の大合併前の町村ごとに地区が分けられているが、北鴻巣駅開設時に整備された赤見台地区は、ひとつの地区として旧町村の区分から独立している。また、平成の大合併で編入された旧・北足立郡吹上町、旧・北埼玉郡川里町はそれぞれひとつの地域として分けられている。
当市には、下記に記された行政地名以外に、住居表示の実施により消滅した旧小字や旧町名、また通称として使用されていた地名が存在する。現在、これらの地名は自治会名やバス停名などにその名を残している。例として、鴻巣地区の七軒町・御成町・元市町・仲町・相生町・兎山などが挙げられる。旧町名のうち宮本町と本一町は、鴻巣駅前の再開発に伴い造成された公園内に、富永町と石橋町・相生町は、鴻巣市立鴻巣東小学校の校庭部分に、それぞれ「街区符号」として採用されることで復活した。街区符号は算用数字を使用するのが通例であるが、当公園の住居表示制度による住所は「鴻巣市本町一丁目 宮本町番」と「同 本一町番」、また鴻巣東小学校校庭部分は｢鴻巣市本町六丁目 富永町番」「同 石橋町番」と「同　相生町番」である。同様に、旧字名（小字）のうち、旧鴻巣宿の字名「鞠子」は鴻巣市立鴻巣南小学校の敷地内の西半部に、旧上生出塚村内の字名「新屋敷」は、東四丁目の「けやき通り公園」の敷地内に、旧上生出塚村内の字名「防山」、は、鴻巣市立鴻巣東小学校の校庭部分に、それぞれ「街区符号」として採用されることで復活し、それぞれ「鴻巣市本町八丁目 鞠子番」、「鴻巣市東四丁目 新屋敷番」、「鴻巣市本町六丁目　防山番」となった。
鴻巣地域
鴻巣地区
- 生出塚（おいねづか）1・2丁目
- 加美1 - 3丁目
- 上生出塚
- 鴻巣
- 下生出塚

- 中央
- 天神1 - 5丁目
- 人形1 - 4丁目
- 東1 - 4丁目
- ひばり野1・2丁目

- 富士見町
- 本町1 - 8丁目
- 本宮町
- 宮地1 - 5丁目
- 雷電1・2丁目

箕田地区
- 愛の町
- 市ノ縄
- 稲荷町
- 川面
- 神明1 - 3丁目
- すみれ野
- 寺谷
- 中井

- 八幡田
- 箕田
- 三ツ木

赤見台地区
- 赤見台1 - 4丁目

田間宮地区

- 大間
- 大間1 - 4丁目
- 北中野
- 栄町

- 幸町
- 堤町
- 糠田

- 登戸
- 緑町
- 宮前

馬室地区

- 小松1 - 4丁目
- 逆川1・2丁目
- 滝馬室

- 原馬室
- 氷川町
- 松原1 - 4丁目

笠原地区
- 安養寺
- 笠原
- 郷地

常光地区
- 上谷
- 下谷
- 常光
- 西中曽根

川里地域

- 赤城
- 赤城台
- 新井

- 上会下
- 北根
- 屈巣

- 境
- 関新田
- 広田

吹上地域

- 榎戸1・2丁目
- 大芦
- 鎌塚1 - 5丁目
- 北新宿
- 小谷
- 下忍
- 新宿1・2丁目
- 三町免
- 筑波1・2丁目
- 荊原
- 吹上
- 吹上富士見1 - 4丁目
- 吹上本町1 - 5丁目
- 袋
- 前砂
- 南1・2丁目
- 明用

### 健康
- 平均年齢： 40.0 歳（男性: 39.3歳、女性: 40.7歳）

### 教育

#### 幼稚園（こども園）
- 鴻巣幼稚園（学校法人鴻巣佐藤学園）
- 箕田幼稚園（学校法人敬愛学園）
- 吹上中央幼稚園（学校法人吹上学園）
- エンゼル幼稚園（学校法人鴻ノ巣学園）
- めぐみの木こども園（学校法人愛和学園）
- ゆめのはなこども園（学校法人愛和学園）
- 大芦こども園（学校法人秋池学園）
- 鴻巣英和こども園（宗教法人日本基督教団鴻巣教会）

#### 小学校
- 鴻巣市立赤見台第一小学校
- 鴻巣市立赤見台第二小学校
- 鴻巣市立鴻巣北小学校
- 鴻巣市立鴻巣中央小学校
- 鴻巣市立鴻巣東小学校
- 鴻巣市立鴻巣南小学校
- 鴻巣市立常光小学校　※2024年4月1日 鴻巣中央小学校と統合（閉校）
- 鴻巣市立田間宮小学校
- 鴻巣市立松原小学校
- 鴻巣市立馬室小学校
- 鴻巣市立箕田小学校
- 鴻巣市立吹上小学校
- 鴻巣市立大芦小学校
- 鴻巣市立小谷小学校　※2025年4月1日 吹上小学校と統合（閉校）
- 鴻巣市立下忍小学校
- 鴻巣市立共和小学校
- 鴻巣市立広田小学校
- 鴻巣市立屈巣小学校
- 鴻巣市立笠原小学校　※2022年4月1日 鴻巣中央小学校と統合（閉校）

※市立小・中学校には原則、ホームページが存在する。しかし、少数の小学校ホームページでは「リンク切れ」などがある。

#### 中学校
- 鴻巣市立鴻巣中学校
- 鴻巣市立鴻巣北中学校
- 鴻巣市立鴻巣南中学校
- 鴻巣市立鴻巣西中学校
- 鴻巣市立赤見台中学校
- 鴻巣市立吹上中学校
- 鴻巣市立吹上北中学校
- 鴻巣市立川里中学校

#### 高等学校
- 埼玉県立鴻巣高等学校（全日制・定時制）
- 埼玉県立鴻巣女子高等学校
- 埼玉県立吹上秋桜高等学校

#### 専修学校
- 関東工業自動車大学校
- 関東福祉専門学校

#### 特別支援学校
- 鴻巣市立つつみ学園

### 電話番号
市外局番は市内全域「048」。市内局番が「5XX」の地域との通話は市内通話料金で利用可能（熊谷MA）。収容局は鴻巣局、箕田局、埼玉吹上局、川里局。「5xx」から始まる市内局番は当市のほか、北本市、行田市、羽生市、熊谷市（大里地区の一部と妻沼地区小島は除く）、深谷市、大里郡寄居町で使用されている。

### 郵政
郵便番号は、旧吹上町区域が「369-011x〜369-013x」、その他の区域は「365-xxxx」である。
- 鴻巣郵便局 - 「365-xxxx」区域
- 吹上郵便局 - 旧吹上町区域（鴻巣郵便局が統括している）
- 鴻巣大間郵便局
- 鴻巣神明郵便局
- 鴻巣人形町郵便局
- 鴻巣本町郵便局
- 笠原郵便局
- 箕田郵便局
- 北鴻巣駅前郵便局
- 吹上本町郵便局
- 吹上富士見郵便局
- 川里広田郵便局

### 住宅団地
- 生出塚団地
- 吹上団地
- 鴻巣宮地住宅
- 川里広田住宅
- 鴻巣人形町住宅
- 鴻巣登戸住宅
- 鴻巣八幡田住宅
- 鴻巣箕田住宅
- 行田チサン団地
- 東急鴻巣団地

## 交通

### 鉄道路線
東日本旅客鉄道（JR東日本）
 高崎線・■上野東京ライン・ 湘南新宿ライン
- - 鴻巣駅 - 北鴻巣駅 - 吹上駅 -

また、北本駅が市の南部に、行田駅が市の北部に近接している。

### バス
- 東武バスウエスト
- 朝日バス
- 川越観光バス
- けんちゃんバス ※ 上谷地区に乗り入れ
- 市内循環バス（フラワー号） ※朝日自動車・ロイヤル交通に委託

### タクシー
タクシーの営業区域は県南中央交通圏で、川口市・さいたま市・上尾市・戸田市などと同じエリアとなっている。

### 道路
高速道路
現在、市内に高速道路は通っていない。鴻巣市観光協会では東北自動車道加須IC、関越自動車道東松山IC、首都圏中央連絡自動車道桶川加納ICからのアクセスを挙げている。これ以外に鴻巣市では、圏央道白岡菖蒲IC、東北道羽生ICが30分圏内であると挙げている。
一般国道
- 国道17号
  - 本線（北鴻巣エリア）
  - 大宮バイパス（現本線）
  - 吹上バイパス（現本線）
  - 熊谷バイパス（起点付近が箕田地区の一部）：地域高規格道路の熊谷渋川連絡道路の一部

県道
- 主要地方道
  - 埼玉県道27号東松山鴻巣線
  - 埼玉県道32号鴻巣羽生線
  - 埼玉県道38号加須鴻巣線
  - 埼玉県道57号さいたま鴻巣線
  - 埼玉県道66号行田東松山線
  - 埼玉県道76号鴻巣川島線
  - 埼玉県道77号行田蓮田線

- 一般県道

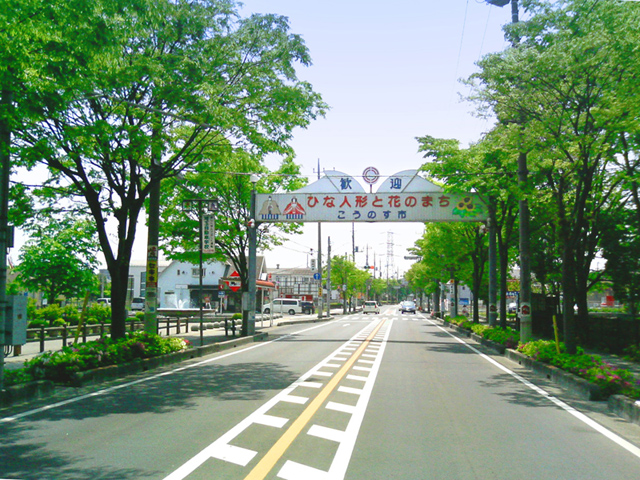
埼玉県道136号鴻巣停車場線（けやき通り）

  - 埼玉県道136号鴻巣停車場線（けやき通り）
  - 埼玉県道137号吹上停車場線
  - 埼玉県道148号騎西鴻巣線
  - 埼玉県道164号鴻巣桶川さいたま線（旧中山道）
  - 埼玉県道306号上中森鴻巣線
  - 埼玉県道307号福田鴻巣線
  - 埼玉県道308号内田ヶ谷鴻巣線
  - 埼玉県道310号笠原菖蒲線
  - 埼玉県道313号北根菖蒲線
  - 埼玉県道365号鎌塚鴻巣線

その他の道路
- 南北埼広域農道

## 名所・旧跡・観光スポット・祭事・催事

### 名所・旧跡・観光スポット
- 勝願寺（伊奈忠次の墓）
- 鴻神社
- 鴻巣市産業観光館「ひなの里」
- 鴻巣市コウノトリ野生復帰センター「天空の里」
- 生出塚遺跡・生出塚古墳群
- 埴輪竈跡（原馬室）
- 伝源経基館跡（県指定史跡）
- 一里塚
- 石田堤史跡公園
- 元荒川の桜並木（吹上）
- 元荒川橋りょう群（吹上）
- 荒川コスモス街道
- 真福寺（屈巣）
- 北根久伊豆神社
- 花久の里
- 鴻巣フラワーセンター
- パンジーハウス
- 埼玉県防災学習センター

### 名物
- 焼きそば
- いがまんじゅう
- こうのす川幅うどん

### 祭事・催事
- さくらまつり（鴻巣公園）
- 吹上のさくらまつり（吹上地区元荒川）
- 鴻巣夏まつり（旧中山道）
- 吹上夏まつり（吹上神社前と旧中山道）
- おおとりまつり（旧中山道）
- 酉の市（鴻神社）
- 広田のささら祭り

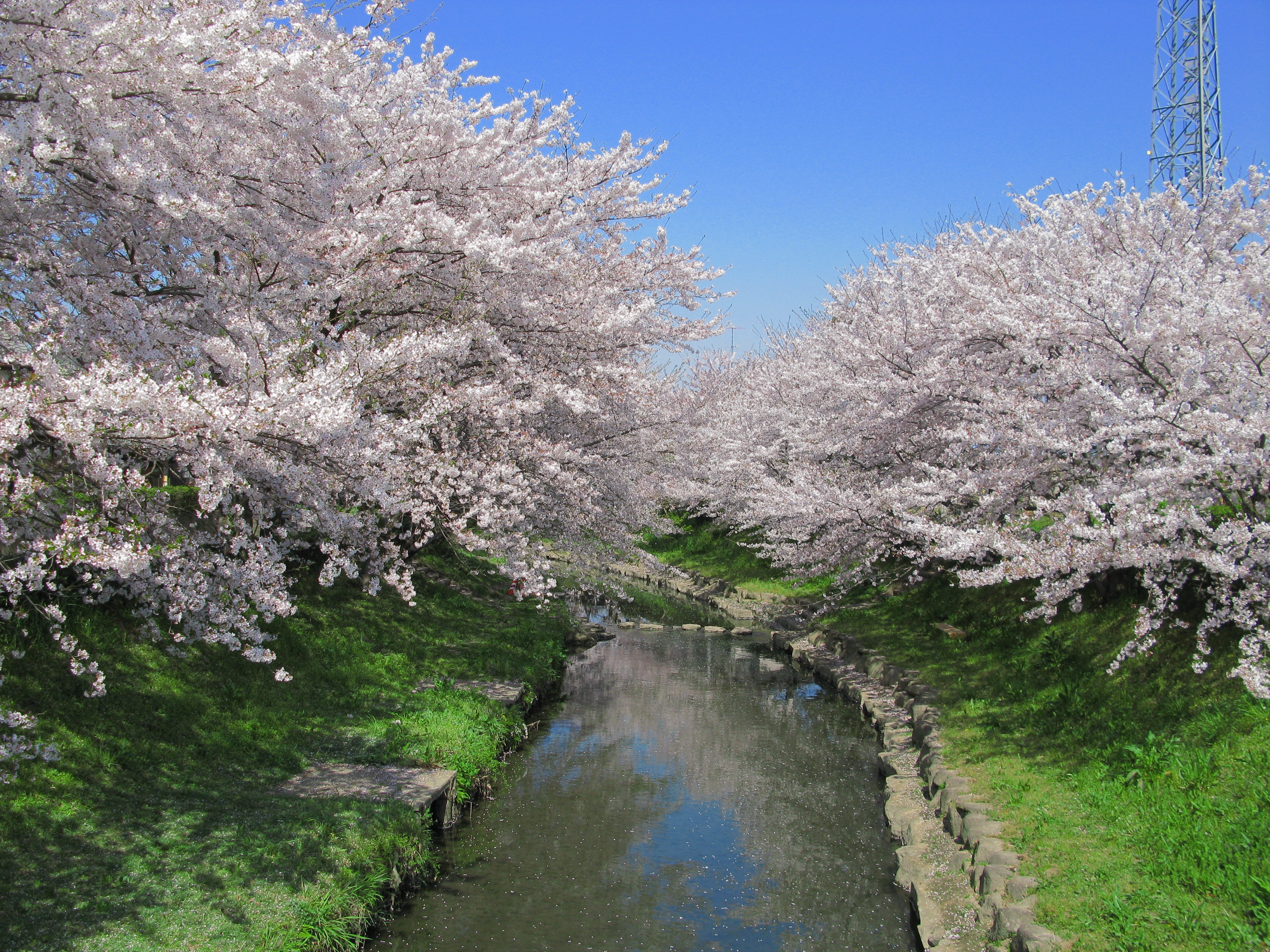
吹上地区元荒川の桜

- 鴻巣商人フェスティバル（鴻巣市役所・市役所吹上支所など）
- かわさとフェスティバル（川里農業研修センター）
- 鴻巣びっくりひな祭り （鴻巣市役所など）
- 鴻巣パンジーマラソン
- 鴻巣フラワーフェスティバル
- ポピーハッピースクエア（荒川土手内側）
- こうのす花火大会 - 毎年10月第2土曜日、荒川の河川敷にて開催。
- コスモスフェスティバル（吹上地区荒川土手）

### 鴻巣市の日本一
花卉生産やひな人形の製造が盛んなことから、花卉の出荷量・栽培面積やひな人形にまつわる記録をはじめ、計8つの「日本一」が存在する。
- 日本一長い水管橋（鴻巣市大芦-熊谷市小八林・全長1100.95 m）
- 日本一高いピラミッドひな壇（31段で7.0 m）
- 川幅日本一（鴻巣-吉見の境を流れる荒川で川幅は2,537 m）
- 1分あたりの尺玉以上の花火打上数（1分間平均約75.5発）
- ポピーの栽培面積日本一（馬室地区のポピー畑は面積12.5 haで東京ドーム約2.5個分）
- プリムラ・サルビア・マリーゴールドの出荷量日本一（2006年度）

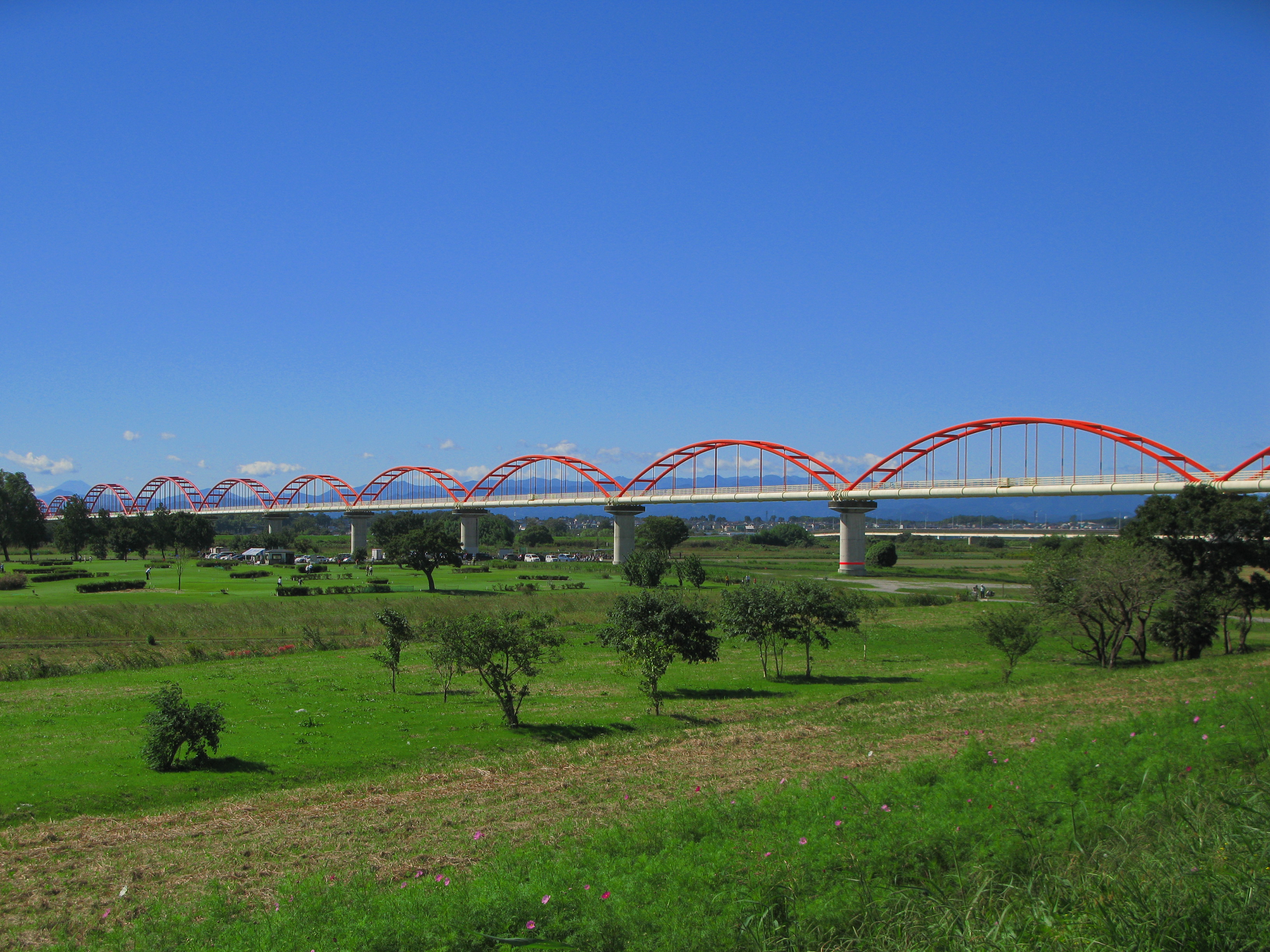
日本一長い水管橋（荒川水管橋）
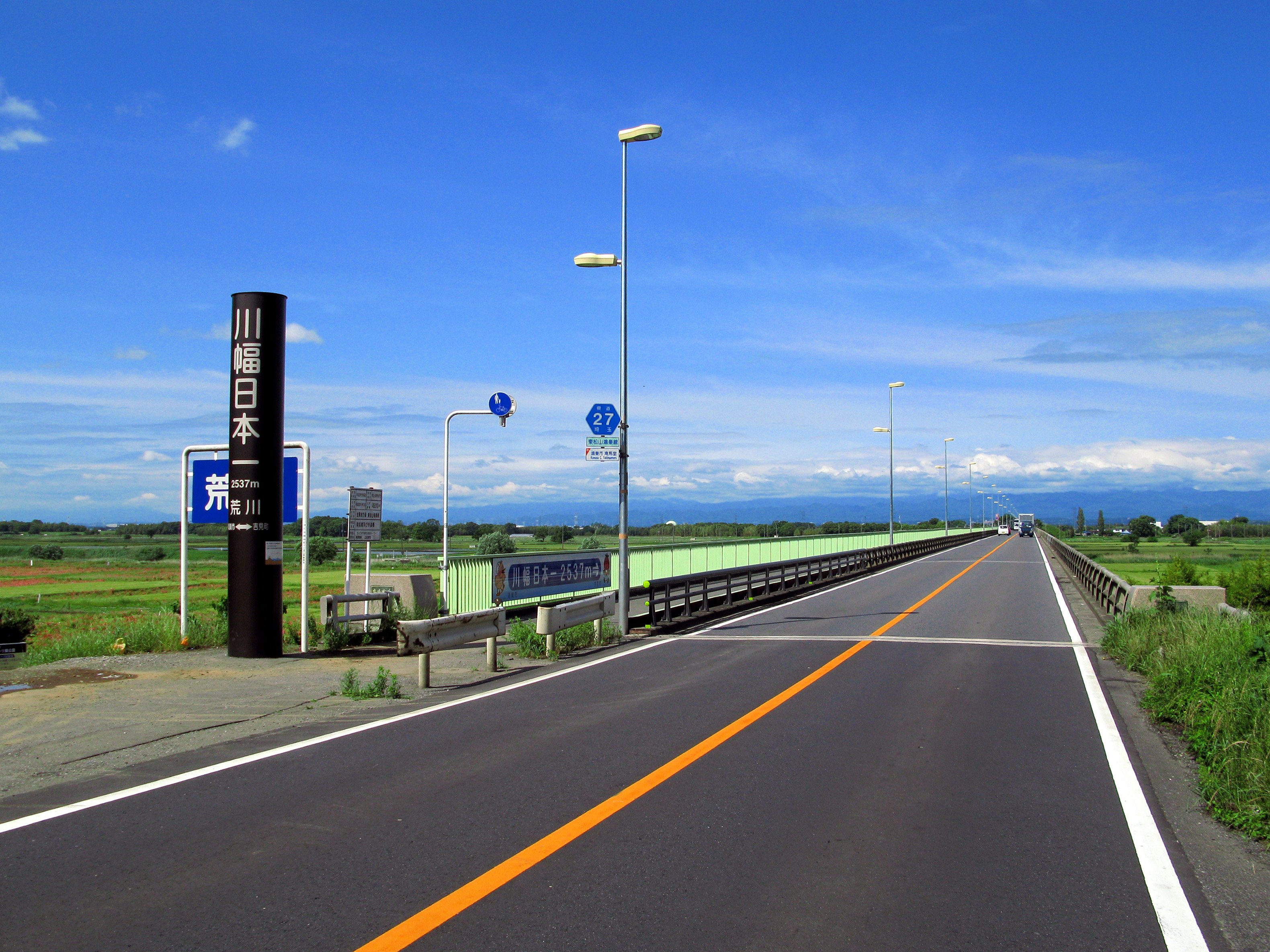
御成橋にある川幅日本一の碑
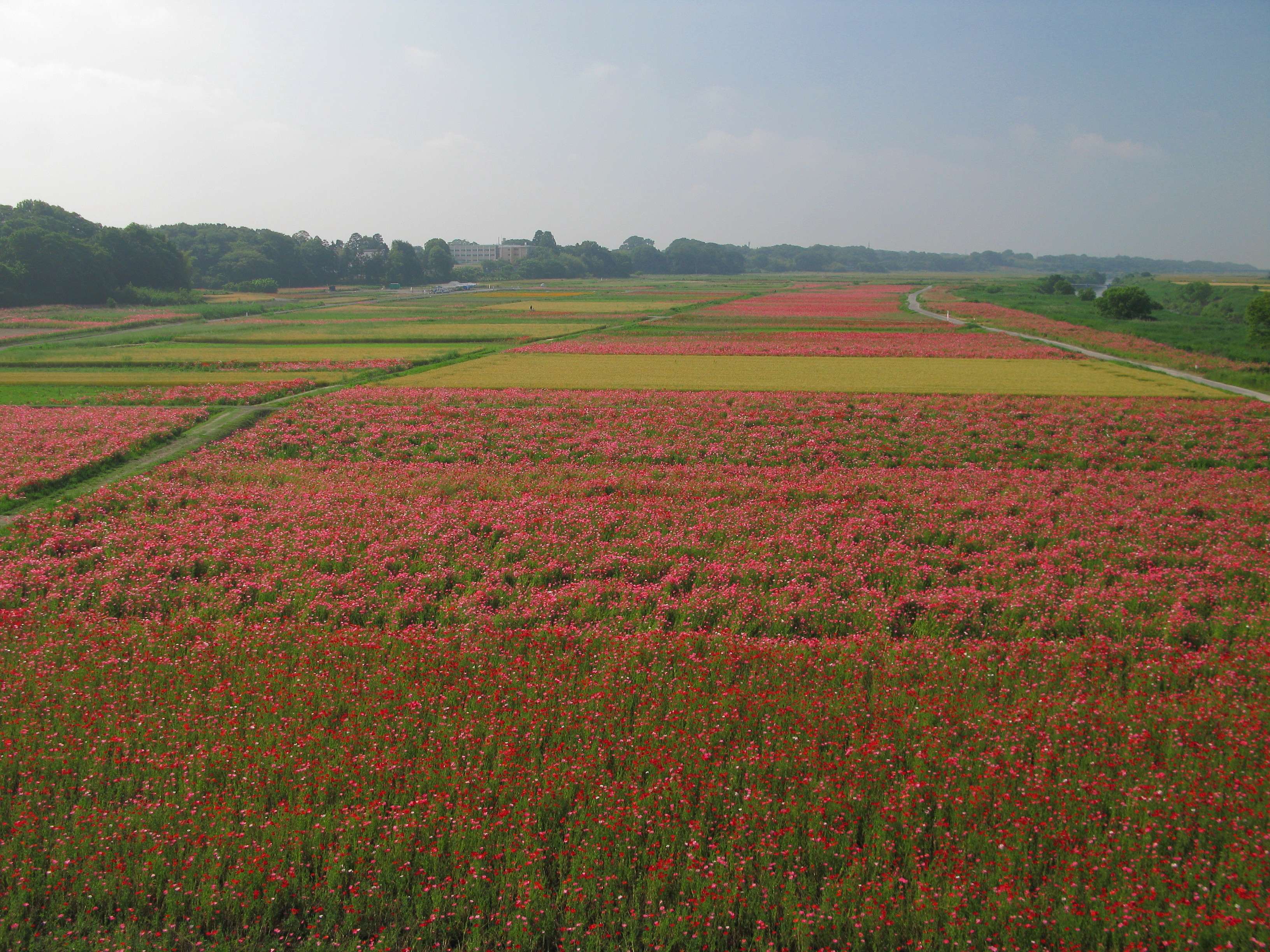
馬室地区のポピー畑
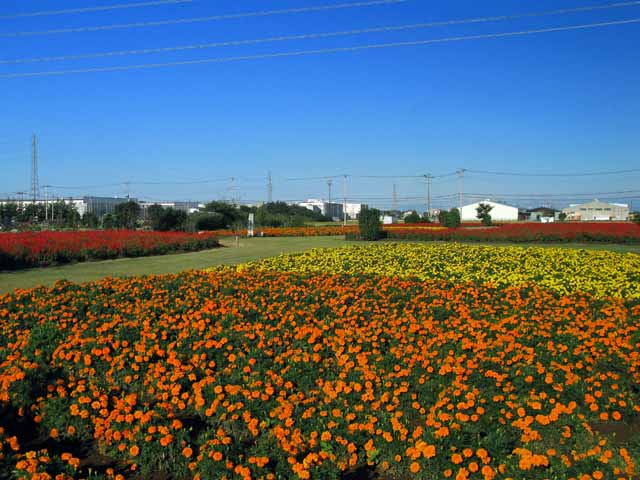
サルビア祭りのサルビアとマリーゴールド

### その他
- 鴻巣音頭
- 花の鴻巣音頭（唄：都はるみ）
- 新吹上音頭
- 川里音頭
- 彩の国のバラード（おおとりまつりで流れる曲。タイトルは彩の国ではあるが、曲の中に“鴻巣”“こうのとり”のフレーズが出てくる）
- ミス雛人形、ミスパンジー、ミスひなちゃん
- KONOSU CITY FC（Jリーグ昇格を目指すサッカークラブ。2023年からサッカー元日本代表の永井雄一郎が監督に就任している）

## 出身者・ゆかりのある人物

### 出身者

#### 歴史上
- 渡辺綱（平安時代中期の武将）

#### 学術
- 横田柳几（俳人）
- 福島東雄（国学者）
- 福島貞雄（国学者）

#### 芸術
- 須田剋太（洋画家）
- ONE (漫画家)（漫画家）
- 近藤信輔（漫画家）

#### 政治
- 中根一幸（衆議院議員）
- 青木正久 (元環境庁長官)
- 加藤政之助（ジャーナリスト、実業家、衆議院議員、貴族院議員、大東文化学院総長（第7代））

#### 芸能
- 照英（俳優・タレント）
- 音月桂（元宝塚歌劇団雪組トップスター）
- チョー（声優）
- 平山祐介（俳優）
- 広瀬嘉夫 (NHKアナウンサー)
- 渡辺舞（タレント・モデル）
- 山田杏奈（女優）

#### 音楽
- 西崎信太郎（音楽プロデューサー）
- さくまひでき（歌手・「ストロー」メンバー）
- ニポポ（トンガリキッズ・アーティスト）
- 戸城憲夫（元ZIGGY・ロックミュージシャン）
- 斉藤哲夫（フォークシンガー、シンガーソングライター）
- 美根ゆり香（シンガーソングライター）

#### スポーツ
- 小島和哉（プロ野球選手）
- 桐敷拓馬（プロ野球選手）
- 鈴木慎吾（元サッカー選手）
- 細川淳矢（サッカー選手）
- 服部翔大（陸上競技選手）
- MARU（元女子プロレスラー）
- 丸藤正道（プロレスラー）

#### 実業
- 谷口正治（実業家・ラオックス創業者）

### ゆかりのある人物
- 高杢禎彦（元チェッカーズメンバー、現在タレント）
1990年に結婚した妻（元レースクイーン）が当市出身。
- 小野寺力（元東京ヤクルトスワローズ投手）
埼玉県立鴻巣高等学校の出身。
- 中町俊耶 （車いすラグビー選手　当市在住[9]、北本市出身)
- 仙石秀久 (戦国武将)
- 真田信重
- 小松姫

## こうのす観光大使
マスコットキャラクターひなちゃんを含む出身者ほかゆかりある著名人17人を任命、数年ごとに増員されている。
- 照英
- 音月桂
- チョー
- さくまひでき
- 美根ゆり香
- 大谷祥子
- 平山祐介
- 越尾さくら
- 平山八重

2018年10月1日追加指定
- 丸藤正道
- 神田鯉風
- 名取寛人
- はたけやま裕
- 須田晶子
- 服部翔大
- 三里ゆうじ

2022年10月1日追加指定
- 川田妙子
- 麻生子八咫
- mizuki

その他
- ひなちゃん